# جيمس تايلور هارود
جيمس تايلور هارود (بالإنجليزية: James Taylor Harwood)‏ هو رسام أمريكي، ولد في 8 أبريل 1860 في ليهي في الولايات المتحدة، وتوفي في 16 أكتوبر 1940 في مدينة سولت ليك في الولايات المتحدة.